# Friedrich von Bernhardi
Friedrich von Bernhardi est un militaire prussien, né le 22 novembre 1849 à Saint-Pétersbourg (Empire russe), mort le 11 décembre 1930 à Kunnersdorf près de Hirschberg (en province de Basse-Silésie), auteur de plusieurs essais de théorie militaire très remarqués à la veille de la Première Guerre mondiale. Pendant cette guerre, il est nommé General der Kavallerie et commande une grande unité équivalant à un corps d'armée.

## Origines
Friedrich von Bernhardi naît en 1849 dans une famille de noblesse germano-balte d'Estonie, alors province de l'Empire russe, qui a conservé des liens étroits avec l'Allemagne. Son grand-père paternel, Ferdinand Bernhardi, avait épousé Sophie Tieck, femme de lettres et sœur du poète allemand Ludwig Tieck. Son père, Theodor von Bernhardi, est historien et diplomate. Sa mère est la fille aînée de Johann Adam von Krusenstern, amiral de la marine impériale russe. Dès 1851, sa famille choisit de s'installer en Allemagne sur le domaine de Kunnersdorf, en Silésie.

## Carrière militaire avant 1914
Il s'enrôle dans l'armée prussienne, dans le 14e régiment de hussards. Il prend part à la guerre franco-allemande de 1870-1871, où il est décoré de la croix de fer de 2e classe et défile à la tête de la parade de la victoire sous l'Arc de triomphe de Paris.
De 1875 à 1878, il étudie à l'Académie de guerre. De 1879 à 1881, il sert à la section de topographie du Haut État-major. De 1882 à 1886, il dirige une mission topographique en Grèce. En 1886, il retourne en Allemagne comme premier officier d'état-major de la 15e division d'infanterie. De 1891 à 1894, il est attaché militaire en Suisse. Il commande ensuite le 20e régiment de dragons (de).
De 1898 à 1901, il travaille à la section historique du Haut État-major, où il est informé des préparatifs du plan Schlieffen, qui prévoit, en cas de guerre, l'invasion de la France à travers la Belgique, en violation de la neutralité belge.
En 1901, il est nommé commandant de la 31e brigade de cavalerie à Strasbourg et, en 1904, de la 7e division d'infanterie à Magdebourg. En 1907, il reçoit le commandement du 7e corps d'armée à Münster.

## Essais militaires
Il suit les leçons de son père, historien militaire, et celles d'un autre historien, Hans Delbrück. Il suit les controverses qui opposent les partisans de la « stratégie d'attrition » et de la « stratégie d'anéantissement ». Son premier ouvrage, publié sous l'anonymat en 1890, est une critique des théories de Delbrück, mais il se rapprochera de lui plus tard.
Le 11 août 1909, il prend son congé pour se consacrer à son activité d'écrivain militaire. Il voyage autour du monde : en Égypte, en Extrême-Orient, aux États-Unis.
En 1912, il publie Vom heutigen Kriege (La Guerre d'aujourd'hui), titre emprunté à Clausewitz, et, cette même année, Deutschland und der nächste Krieg (L'Allemagne et la guerre prochaine). Ce dernier ouvrage connaît un succès rapide. En 1913, il en est à sa 6e édition en Allemagne, et il est traduit en anglais et en français. En 1914, il en est à sa 9e édition au Royaume-Uni.
Cependant, malgré le soutien de la Ligue pangermaniste, ses tirages restent modestes : 7 000 exemplaires au total en Allemagne de 1912 à 1914.
D'après Bernhardi, l'Allemagne n'a le choix qu'entre la puissance mondiale et le déclin. La voie de la puissance mondiale passe par trois conditions : abattre la puissance française, bâtir une union des États d'Europe centrale et obtenir de nouvelles colonies. Il déplore que l'Allemagne soit devenue récemment un peuple pacifique, et il affirme le caractère nécessaire de la guerre dans la perspective du « darwinisme social » d'Herbert Spencer.
Compte tenu des fonctions exercées par Bernhardi à l'état-major, une polémique s'est développée dès 1914, en France et au Royaume-Uni, pour savoir dans quelle mesure son livre exprimait les intentions des milieux dirigeants allemands et leur programme de guerre d'agression.

## Retour au front

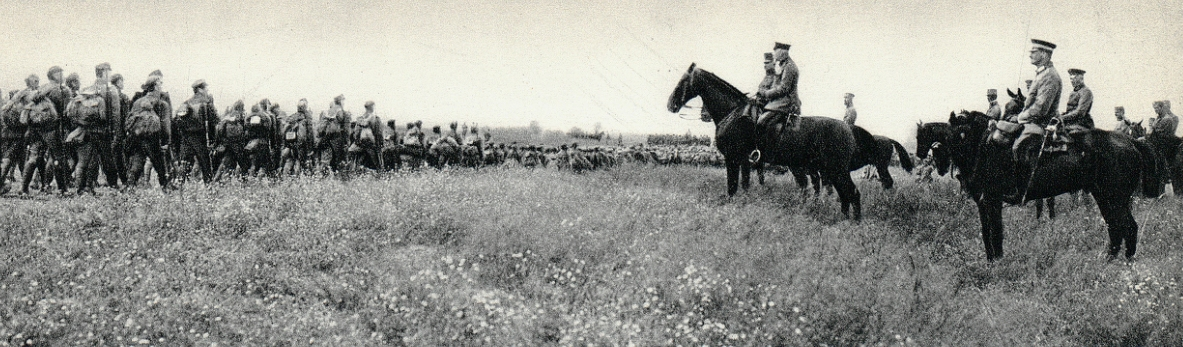
La Légion polonaise défilant devant le général Friedrich von Bernhardi, 15 août 1916

Lors de la mobilisation allemande de 1914, Bernhardi est rappelé au service et commande par intérim le 5e corps d'armée
(général Hermann von Strantz) qui combat au sein de la 5e armée en Lorraine française.
Le 4 septembre 1915, il reçoit le commandement de la 49e division de réserve dans le secteur central du front russe, sur les rivières Iasselda et Chtchara.
Le 4 juin 1916, il est nommé à la tête du groupe qui porte son nom (Armeegruppe Bernhardi) dépendant du groupe d'armées von Linsingen. Cette unité, en position défensive sur les rivières Styr et Stokhid, comprend les corps suivants :
- IIe corps d'armée (austro-hongrois)
- Groupe Fath (de) devenu en octobre 1916 le XXIIe corps (austro-hongrois)
  - 26e division de tirailleurs (austro-hongroise)
  - 45e division de tirailleurs (austro-hongroise)
  - 53e division d'infanterie (austro-hongroise)
- 10e corps d'armée (allemand)
  - 19e division d'infanterie
  - 20e division d'infanterie
  - 121e division d'infanterie (juillet 1916)
- 92e division d'infanterie (octobre 1916)

Pendant l'offensive Broussilov de l'été 1916, l'Armeegruppe Bernhardi parvient à résister à la poussée russe et à stabiliser le front dans les marais du Pripiat, ce qui vaut à Bernhardi la croix Pour le Mérite le 20 août 1916. Le 1er octobre 1916, son groupe d'unités devient le Generalkommando 55 (de), chargé de la défense du saillant de Kovel. Il y reste jusqu'à la signature de l'armistice du 15 décembre 1917 qui met fin aux hostilités entre les Empires centraux et le gouvernement bolchevik.
En février 1918, le Generalkommando 55 est transféré sur le front de l'Ouest. Il prend part aux opérations de la 6e armée, notamment à la bataille de la Lys, en avril 1918. Bernhardi reçoit la croix de fer avec feuilles de chêne. Le corps Bernhardi comprend alors les unités suivantes :
- 8e division de réserve bavaroise (en)
- 8e division d'infanterie
- 16e division d'infanterie

En octobre 1918, le corps Bernhardi comprend les unités suivantes :
- 38e division d'infanterie
- 5e division d'infanterie bavaroise
- 12e division d'infanterie bavaroise
- Partie de la 4e division de remplacement (en) (remplacement militaire)
- 9e division de réserve

Après l'armistice du 11 novembre 1918, le Generalkommando 55 est démobilisé le 23 novembre 1918 et Bernhardi mis à la retraite.

## Dernières années
Il reprend son travail de publications militaires. Dans Vom Kriege der Zukunft. Nach den Erfahrungen des Weltkrieges (La guerre de l'avenir d'après les enseignements de la Guerre mondiale), publié en 1920, il exprime ses idées sur la stratégie des prochaines guerres :

« Il faut rappeler en outre que, comme nous le voyons, toute guerre future devra être offensive si les pays concernés désirent préserver leur propre sol. Il en résulte que la stratégie présente de nos ennemis est déjà périmée. En effet, il est certain que les forteresses n'offrent plus de perspectives de défense. »

Il meurt en décembre 1930, dans sa propriété familiale de Kunnersdorf.

## Œuvres
- Videant consules: nequid res publica detrimenti capiat, Kassel, 1890 (publié sous l'anonymat).
- Friedrich der Große und Clausewitz. Streiflichter auf die Lehren des Prof. Dr Delbrück über Strategie, Berlin, 1892 (Frédéric le Grand et Clausewitz, éclairages sur le cours de stratégie du professeur Delbrück), Berlin, 1892.
- Unsere Kavallerie im nächsten Krieg. Betrachtungen über ihre Verwendung, Organisation und Ausbildung (Notre cavalerie dans la prochaine guerre), Berlin, 1899.
- Deutschland und der nächste Krieg (L'Allemagne et la prochaine guerre), Cotta et Stuttgart, 1912 (version anglaise : Germany and the next war 1914).
- Vom heutigen Kriege - Band 1: Grundlagen und Elemente des heutigen Krieges - Band 2: Kampf und Kriegführung (La guerre d'aujourd'hui), Berlin, 1912.
- Das Heerwesen (L'essence militaire) in: Philipp Zorn, Herbert von Berger (dir.), Deutschland unter Kaiser Wilhelm II, Berlin, 1914.
- Die Heranbildung zum Kavallerieführer (Instruction du commandant de cavalerie), Berlin-Zehlendorf, 1914.
- Wie Helden sterben. Erlebnisse an der Ostfront August/September 1915 (Comment meurent les héros : expériences vécues sur le front de l'Est, août-septembre 1915), Leipzig, 1917.
- Eine Weltreise 1911-1912 und der Zusammenbruch Deutschlands. Eindrücke und Betrachtungen aus den Jahren 1911-1914 mit einem Nachwort aus dem Jahr 1919 (Voyage autour du monde en 1911-1912, et effondrement de l'Allemagne, avec une postface de 1919), Leipzig, 1919.
- Vom Kriege der Zukunft. Nach den Erfahrungen des Weltkrieges (La guerre de l'avenir d'après les enseignements de la Guerre mondiale), Berlin, 1920 (version anglaise : On War Of The Future, In Light Of The Lessons Of The World War )
- Deutschlands Heldenkampf 1914-1918 (Le combat héroïque de l'Allemagne, 1914-1918), Munich, 1922.
- Denkwürdigkeiten aus meinem Leben. Nach gleichzeitigen Aufzeichnungen und im Lichte der Erinnerung (Souvenirs), Berlin, 1927.

## Sources
- (de) Cet article est partiellement ou en totalité issu de l’article de Wikipédia en allemand intitulé « Friedrich von Bernhardi » (voir la liste des auteurs) dans sa version du 22 septembre 2017.

- (de) Cet article est partiellement ou en totalité issu de l’article de Wikipédia en allemand intitulé « Generalkommando 55 » (voir la liste des auteurs) dans sa version du 25 mai 2017.
- Karl-Friedrich Hildebrand, Christian Zweig, Die Ritter des Ordens Pour le Mérite. Band 1: A-G. Biblio Verlag, Osnabrück 1999,  (ISBN 3-7648-2505-7), S. 101–103.
- Terence Holmes, "Der Schlieffenplan des Friedrich von Bernhardi. Zur Beilegung eines mythischen Streitfalls" in Militärgeschichtliche Zeitschrift. Bd. 63, Heft 2, 2004, ISSN 0026-3826, S. 429–443.
- Walther Hubatsch, "Bernhardi, Friedrich Adam Julius von" in Neue Deutsche Biographie (NDB). Band 2, Duncker & Humblot, Berlin 1955,  (ISBN 3-428-00183-4), S. 122.
- Stephan Kaiser, Ostdeutsche Gedenktage 1999. S. 290.